# 杉本伸
杉本 伸（すぎもと しん、1960年3月4日 - ）は、日本のプロデューサー、海外コンサルティング、日本画コレクター。
株式会社グローバルビジネスラボ 代表取締役社長、ISARIBI株式会社 取締役、株式会社ネルケプランニング 事業本部 エグゼクティブプロデューサー。兵庫県出身。

## 略歴・人物
- 1982年、㈱電通映画社(現在の(株)電通ライブ)に入社。様々な企業のイベントプロデュースを行いながら、1998年長野オリンピック開閉会式や2002年日韓共催ワールドカップでの決勝前夜祭、2005年愛知万博ではLOVE THE EARTHプロジェクト等大型国際イベントを担当。その後、電通テックにて中国・アジア統括に就任。2006年から2009年まで中影電通太科広告有限公司　董事・総経理として中国・北京に赴任。
- 2009年より、(株)アミューズの取締役に就任。[1]。アミューズ韓国の代表取締役社長、(株)芸神クリエイティブの代表取締役社長、上海芸神貿易有限公司 副董事長を兼任する。
- 株式会社YBエンタテインメントの取締役プロデューサーに就任し、吉田兄弟のマネジメント業務を開始する。
- 2015年より、(株)乃村工藝社 顧問 エグゼクティブプロデューサーに就任し、乃村工藝社 執行役員 海外事業部長、乃村工藝建築装飾（北京）有限公司 董事長、NOMURA DESIGN AND ENGINEERING SINGAPORE PTE. LTD. 取締役会長を兼任する。[2]。
- NPO法人日中友好映画祭実行委員会評議員、DMMフューチャーワークス「DMMVRシアター横浜」プロジェクトアドバイザー、公益社団法人 経済同友会「東京オリンピック・パラリンピック委員会」副委員長など様々な活動を行う。
- 2016年からは京都造形芸術大学 (現在の京都芸術大学) 芸術学部 情報デザイン学科 客員教授に就任。
- 2018年、(株)グローバルビジネスラボを設立し、海外進出のビジネスコンサルタントを行っている。
- 2018年さらに(株)ネルケプランニング 会長室 プロデューサーに就任し、中国上海の屋内型テーマパークプロデュース等を手掛ける。
- 2019年、一般社団法人日本劇場技術者連盟の理事に就任する。
- 2020年、日本とニューヨークを拠点として活動するゴスペルシンガーTiAのマネジメント業務を開始する。
- 2020年、ISARIBI株式会社の創業メンバーとして、取締役に就任する。
- 2021年、世界で活躍するパフォーマー サカクラ カツミのエージェント業務を開始する。
- 2021年、イギリスエジンバラ芸術祭フリンジに舞台芸術作品『The Life of HOKUSAI』をオンライン出品し、高評価4つ★を獲得。
- 2022年、内閣府主管クールジャパン・マッチングアワード2022を舞台芸術作品『The Life of HOKUSAI』で受賞。[3]。
- 2022年、サウジアラビアで開催された「サウジアニメEXPO」、「JAPAN ANIME TOWN」のNARUTOブースをプロデュース.
- 2023年、イタリア・ボローニャで開催される「YOKAI展覧会」に日本画コレクターとして葛飾北斎作品を出品。
- 2023年、イタリア・ボローニャにて「The Life of HOKUSAI」を上演。
- 2023年、大阪ダンス・俳優&舞台芸術専門学校の講師に就任。
- 2023年、ブロードウェイ俳優由水南のバースデーコンサートを渋谷で開催。
- 2024年、昭和音楽大学の講師に就任。
- 2024年、イタリアトリノにて開催される「新版画展覧会」に日本画コレクターとして、新版画を出品。
- 2024年、手塚治虫作品「ブラックジャック」連載50周年記念舞台「ブラックジャック」@博品館劇場に制作協力として参画。
- 2024年、舞台芸術作品「The Life of HOKUSAI」がスペイン、ルーマニア、トルコの国際芸術祭に招聘され、上演。
- 2024年、サンテレビ地上波テレビ番組「神戸セーラーボーイズの放課後バックステージツアー」をプロデュース。

## 主なプロデュース
- 1983年、資生堂カルチャースペシャル「ナポレオン」日本公演
- 1985年、ファミリーマート「JULIANA‘s TOKYO JAPAN TOUR」
- 1987年、東芝ビジネスショウ、LAPTOPフォーラム、データショウ
- 1990年、大塚製薬「長嶋茂雄WAVE21財団 夢の学校」
- 1992年、日本航空HAWAIIキャンペーン「ウクレレピクニックin HAWAII」
- 1993年、ドリームズ・カム・トゥルー クリスマスイベント「WINTER FANTASIA」
- 1995年、ドリームズ・カム・トゥルー 大型屋外コンサート「ドリカムワンダーランド1995　全国ツアー」
- 1996年、ドリームズ・カム・トゥルー　アルバムツアー「LOVE UNLIMITED」演出
- 1998年、長野オリンピック開閉会式、聖火リレー、閉会式グランドフィナーレ演出
- 1998年、長野オリンピック聖火リレー公式式典曲「WINTER FLAME」作曲プロデュース
- 2001年、阪神淡路大震災復興事業「クロモリット KOBE」
- 2002年、日韓共催ワールドカップ 横浜決勝前夜祭
- 2003年、サザンオールスターズ25周年記念「真夏の秘宝館 in お台場」
- 2005年、愛知万博 大型コンサートイベント「LOVE THE EARTH」
- 2007年、日中国交正常化30周年記念事業「日本の祭り in 王府井」
- 2007年、ソフトバンク「中国棒球プロリーグ」プロジェクト
- 2008年、北京オリンピック関連プロジェクト
- 2012年、中国在住ファッションブロガー「TOKYO PANDA」のマネージメント
- 2013年、隅田川イベント「東京ホタル」ひかりのシンフォニー
- 2014年、北海道文化放送アニメ番組「フランチェスカ」エグゼクティブプロデューサー
- 2017年、シンガポール空港商業施設内　「ポケモンセンター シンガポール」
- 2019年、東京オリンピック一年前イベント（東京国際フォーラム）オープニング演出
- 2019年、中国上海にて屋内型テーマパーク「NARUTO WORLD in SHANGHAI」
- 2020年、葛飾北斎生誕260周年記念舞台芸術作品　「The Life of HOKUSAI」
- 2022年、サウジアラビアにて大型アニメイベント「サウジアニメEXPO」「JAPAN ANIME TOWN」NARUTOブース
- 2023年、ブロードウェイ俳優由水南のバースデイコンサートをプロデュース
- 2024年、手塚治虫作品「ブラックジャック」連載50周年記念舞台「ブラックジャック」@博品館劇場に制作協力として参画